# Thor Thorvaldsen
Thor Thorvaldsen (31 de maio de 1909 — 30 de junho de 1987) foi um velejador norueguês, medalhista olímpico. Ele competiu nos Jogos Olímpicos de Verão de 1948 e 1952 na classe Dragon e conquistou a medalha de ouro em ambas as ocasiões a bordo do Pan, ao lado de Hakon Barfod e Sigve Lie.
Thorvaldsen também ganhou a Copa Ouro em Arendal em 1948 e em Vejle em 1950. Por sua vitória olímpica, Thorvaldsen recebeu a medalha de ouro do Aftenposten em 1948.